# Rainer Walz (Rechtswissenschaftler)
Wolfgang Rainer  Walz, als Autor W. Rainer Walz (* 23. Juni 1942 in Berlin; † 16. Juli 2006 in Moorrege) war ein deutscher Jurist und Hochschullehrer.

## Leben, Ausbildung und wissenschaftliche Laufbahn
Rainer Walz wurde als Sohn der Politikerin Johanna Walz, geborene Kegel, und des Theologen Hans Hermann Walz geboren. Nach einer Schulzeit in der französischsprachigen Schweiz und in Fulda absolvierte Walz von 1962 bis 1967 das Studium der Rechtswissenschaft in Köln und Tübingen. 1968 folgte der Abschluss eines LL.M. an der University of California, Berkeley. 1972 legte Walz das zweite Juristische Staatsexamen ab. Von 1969 bis 1972 war er wissenschaftlicher Mitarbeiter, später Assistent bei Friedrich Kübler an den Universitäten Gießen und Konstanz (Promotion 1972 bei Ludwig Raiser, Universität Tübingen). Von 1976 bis 2002 war er Inhaber des Lehrstuhls für Bürgerliches Recht, Handels- und Wirtschaftsrecht am Fachbereich Rechtswissenschaft II (Reformierte Juristenausbildung) der Universität Hamburg. Ab April 2002 war Walz Inhaber des Lehrstuhls für Steuerrecht und Direktor des Instituts für Stiftungsrecht und das Recht der Non-Profit-Organisationen an der Bucerius Law School in Hamburg.

## Ehrungen
Das Institut für Stiftungsrecht und das Recht der Non-Profit-Organisationen der Bucerius Law School, Hamburg, vergibt seit dem Jahr 2007 den von der Humanistischen Stiftung, Frankfurt, gestifteten W. Rainer Walz-Preis. Der mit € 5.000 dotierte Preis ist bestimmt für Wissenschaftler, die im Rahmen einer Abschlussarbeit eine bedeutende wissenschaftliche Leistung auf dem Gebiet des Stiftungsrechts oder sonstigen Rechts der Non-Profit-Organisationen erbracht haben. Am 7. November 2008 wurde der Preis erstmals verliehen.

## Tod

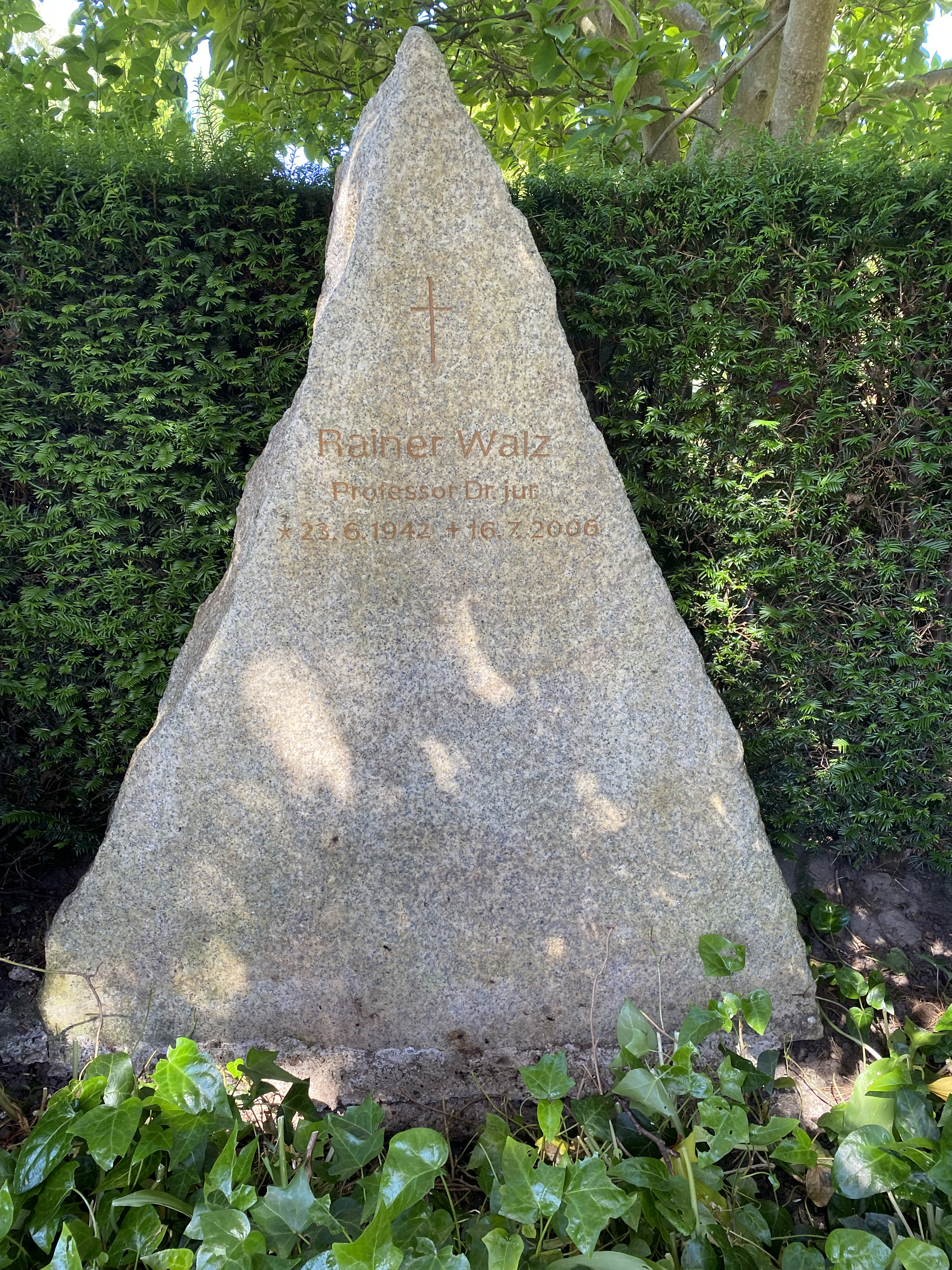
Grabstätte

Rainer Walz starb im Juli 2006 im Alter von 64 Jahren und wurde auf dem Hamburger Friedhof Bernadottestraße im Stadtteil Ottensen beigesetzt.